# Lápidas de Cofiño
Las lápidas de Cofiño son unas lápidas romanas descubiertas en el siglo XIX en las cercanías de Cofiño. 
Se trata de tres lápidas, una de ellas sólo se distinguen las letras ...COS..., la segunda está dedicada a Ratrivaa. La última es la más importante, conocida como Ammia Caelonica está dedicada por el padre a la hija que contaba con quince años y está fechada en el 265 d. C.
- Datos: Q5985241